# Костопільський район
Косто́пільський райо́н — колишня адміністративно-територіальна одиниця Рівненської області України. Площа — 1 496 км². Районний центр — місто Костопіль.

## Географія
Костопільський район розташований у центральній частині Рівненської області у західній частині правобережного Полісся, в межах Поліської низовини, зокрема Костопільської рівнини.
Відстань до обласного центру міста Рівне — 38 км. Район межує із Володимирецьким, Березнівським, Гощанським, Рівненським та Сарненським районами Рівненської області і Ківерцівським районом Волинської області.
Костопільщина багата покладами торфу, крейди, вапняку, каоліну, гончарної глини. Багатством району є базальт, розробка якого ведеться в Берестовецькому та Івано-Долинському спецкар'єрах.
Ґрунти дерново-підзолисті, піщані і супіщані.
Територією району протікає 7 річок, найбільшими з яких є Горинь і Замчисько.
40 % території району зайнято лісами, які в цілому займають 61,965 тисяч гектарів. Основні породи дерев: сосна, дуб, граб, береза, осика, вільха.
Природоохоронні території: Суський заказник (загальнодержавного значення), 3 заказники місцевого значення, 2 пам'ятки природи, 21 заповідне урочище.
За адміністративно-територіальним поділом район включає 62 населені пункти: 1 місто районного підпорядкування та 61 сільський населений пункт. У районі одна міська та 19 сільських рад.

### Адміністративний поділ
Костопільський район поділяється на 20 територіальних громад : 1 міська та 19 сільських.
У районі:
- 1 місто районного підпорядкування — Костопіль
- 61 село: Базальтове, Берестовець, Бичаль, Борщівка, Брюшків, Велика Любаша, Великий Мидськ, Великий Стидин, Вигін, Волиця, Ганнівка, Глажева, Головин, Гута, Данчиміст, Деражне, Дюксин, Жалин, Жильжа, Збуж, Звіздівка, Злазне, Золотолин, Іваничі, Кам'яна Гора, Комарівка, Корчин, Корчів'я, Космачів, Ледне, Лісопіль, Майдан, Мала Любаша, Малий Мидськ, Малий Стидин, Мар'янівка, Маща, Мирне, Моквин, Моквинські Хутори, Новий Берестовець, Олександрівка, Осова, Пеньків, Перелисянка, Перетоки, Підлужне, Пісків, Постійне, Рокитне, Рудня, Садки, Соломка, Ставок, Суськ, Тихе, Тростянець, Трубиці, Чудви, Яполоть, Яснобір.

## Історія
Указом Президії Верховної Ради УРСР від 17 січня 1940 р. замість повітів та волостей було створено 30 районів, Костопільський – з Костопільської волості і м. Костопіль Костопільського повіту.
Під час Другої світової війни підрозділам УПА вдалося організувати роботу сільських управ в усіх населених пунктах Костопільського району.
На кінець 1945 року з Польщі до Костопільського району за планом мали переселити 5190 осіб.

## Населення

### Вікова і статева структура
Розподіл населення за віком та статтю (2001):
| Стать | Всього | До 15 років | 15-24 | 25-44 | 45-64 | 65-85 | Понад 85 |
| --- | ------ | ----------- | ----- | ----- | ----- | ----- | -------- |
| Чоловіки | 31 012 | 6858        | 4869  | 9710  | 6405  | 3070  | 100      |
| Жінки | 34 582 | 6801        | 4591  | 9491  | 7606  | 5765  | 328      |
| \| Статево-вікова піраміда \| Статево-вікова піраміда \| Статево-вікова піраміда \| \| ----------------------- \| ----------------------- \| ----------------------- \| \| Чоловіки \| Вік \| Жінки \| \| 100 \| 85 + \| 328 \| \| 176 \| 80-84 \| 551 \| \| 436 \| 75-79 \| 1215 \| \| 1023 \| 70-74 \| 1762 \| \| 1435 \| 65-69 \| 2237 \| \| 1518 \| 60-64 \| 2107 \| \| 1112 \| 55-59 \| 1463 \| \| 1741 \| 50-54 \| 1906 \| \| 2034 \| 45-49 \| 2130 \| \| 2749 \| 40-44 \| 2689 \| \| 2316 \| 35-39 \| 2463 \| \| 2260 \| 30-34 \| 2069 \| \| 2385 \| 25-29 \| 2270 \| \| 2323 \| 20-24 \| 2299 \| \| 2546 \| 15-20 \| 2292 \| \| 2659 \| 10-14 \| 2684 \| \| 2238 \| 5-9 \| 2268 \| \| 1961 \| 0-4 \| 1849 \| |        |             |       |       |       |       |          |
| Статево-вікова піраміда |        |             |       |       |       |       |          |
| Чоловіки | Вік    | Жінки       |       |       |       |       |          |
| 100 | 85 +   | 328         |       |       |       |       |          |
| 176 | 80-84  | 551         |       |       |       |       |          |
| 436 | 75-79  | 1215        |       |       |       |       |          |
| 1023 | 70-74  | 1762        |       |       |       |       |          |
| 1435 | 65-69  | 2237        |       |       |       |       |          |
| 1518 | 60-64  | 2107        |       |       |       |       |          |
| 1112 | 55-59  | 1463        |       |       |       |       |          |
| 1741 | 50-54  | 1906        |       |       |       |       |          |
| 2034 | 45-49  | 2130        |       |       |       |       |          |
| 2749 | 40-44  | 2689        |       |       |       |       |          |
| 2316 | 35-39  | 2463        |       |       |       |       |          |
| 2260 | 30-34  | 2069        |       |       |       |       |          |
| 2385 | 25-29  | 2270        |       |       |       |       |          |
| 2323 | 20-24  | 2299        |       |       |       |       |          |
| 2546 | 15-20  | 2292        |       |       |       |       |          |
| 2659 | 10-14  | 2684        |       |       |       |       |          |
| 2238 | 5-9    | 2268        |       |       |       |       |          |
| 1961 | 0-4    | 1849        |       |       |       |       |          |

## Економіка

### Промисловість

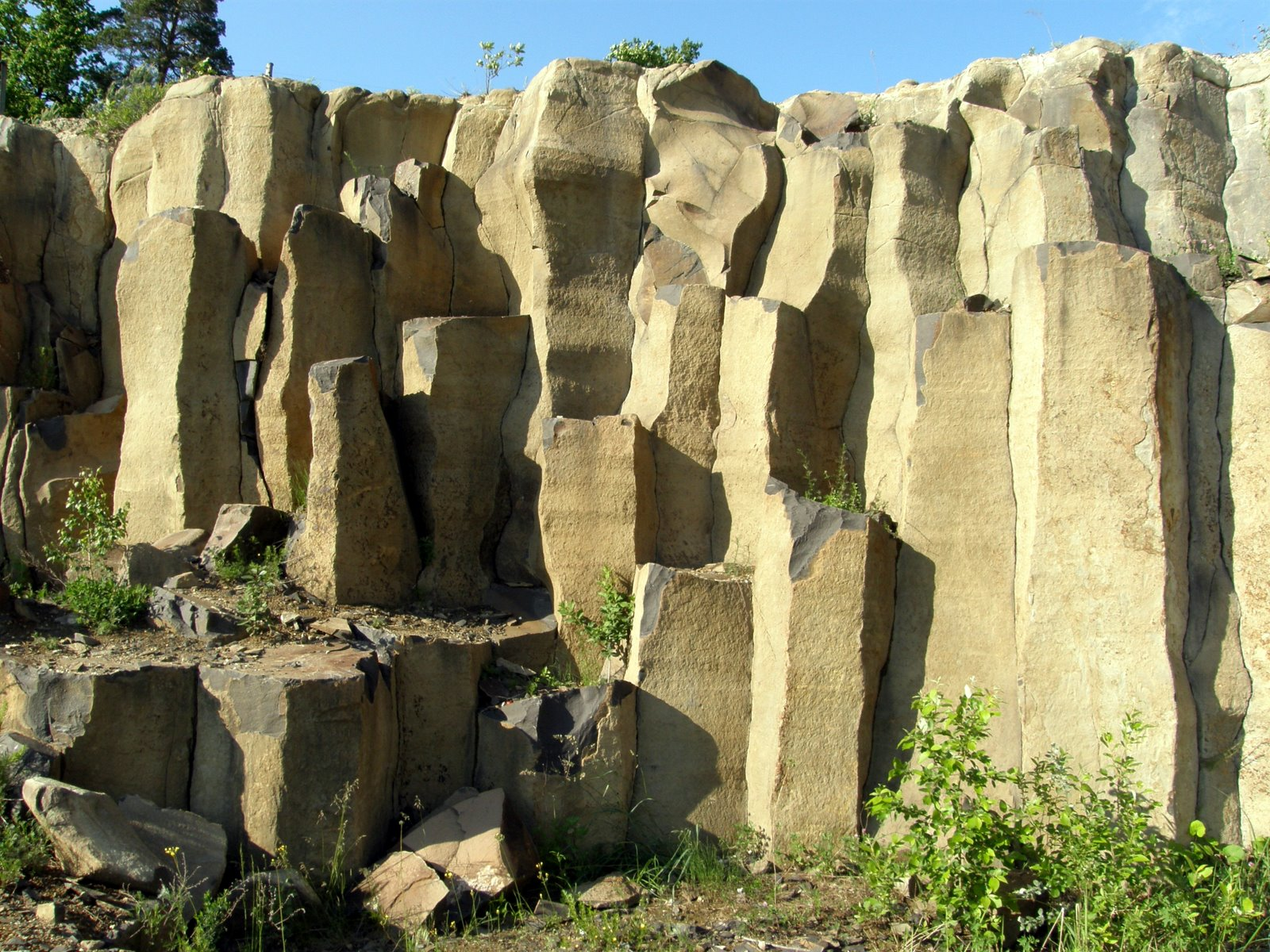
Базальтове

Питома вага реалізованої промислової продукції району у загальнообласному обсязі становить 8,8 % (це четверте місце серед регіонів області).
За 2008 рік 13-ма промисловими підприємствами району, де працює близько 3300 чоловік, і які надають щомісячну статистичну звітність, вироблено продукції в порівняних цінах на суму 800 млн грн., що на 29 млн грн., або на 4 % більше 2007 року.
Нарощування промислового виробництва забезпечено у деревообробній промисловості (9,4 %), добувній промисловості (16,4 %), харчовій та переробній промисловості (8,6 %), виробництво інших неметалевих виробів (11,8 %).
У загальному обсязі всього промислового виробництва 65,0 % зосереджено на ТзОВ «Свиспан Лімітед»; 16,3 % — на ЗАТ «Костопільський завод скловиробів», 14,9 % — на підприємствах торгової марки «Родина» (ВАТ «Костопільський завод продовольчих товарів» та ПП «Костопільський маргариновий завод»).

### Агропромисловий комплекс
За 2008 рік усіма категоріями господарств району вироблено валової продукції сільського господарства на суму 101,4 млн грн., в тому числі господарствами населення вироблено продукції на суму 93,7 млн грн., сільгосппідприємствами — 7,7 млн грн.
Вироблено м'яса худоби та птиці (в живій вазі) 2,8 тис. тонн, молока — 24,6 тис. тонн, яєць — 15,7 тис. шт.
Чисельність поголів'я ВРХ по всіх категоріях господарств склала 10,5 тис. гол., з них корів — 7,8 тис. гол.; свиней — 15,0 тис. гол., птиці — 222,0 тис. гол.
У районі завершено реформування земельних і майнових відносин.
Проводились організаційні заходи по залученню інвестицій у сільськогосподарське виробництво. В агропромисловий комплекс району протягом 2008 року залучено 5,6 млн грн. інвестиційних коштів в тому числі на придбання техніки, обладнання — 4,5 млн грн., на формування основного стада тварин, та модернізацію тваринницьких приміщень — 1,1 млн грн.
У 2008 році всіма категоріями господарств зібрано більше ніж в 2007 році зерна на 27 %, овочів — на 19,8 %.
Під урожай 2009 року в цілому по району всіма категоріями господарств засіяно озимих 5049 га, в тому числі сільгосппідприємствами — 2240 га.
27 сільгосппідприємств та 110 особистих селянських господарств брали участь у виконанні 19 цільових програм, які фінансувалися з державного, обласного та районного бюджетів. Протягом 2008 року таких коштів освоєно на суму 2,9 млн грн.
З метою збільшення доходів і зайнятості населення в селах району було організовано 89 пунктів по заготівлі молока у особистих селянських господарствах. У 2008 році в районі заготовлено 9,8 тис. тонн молока на суму 10,0 млн грн.
Для надання сервісних послуг для особистих селянських господарств та сільськогосподарських підприємств в районі працює 19 пунктів штучного осіменіння худоби.

## Соціальна сфера
Сьогодні Костопіль є одним із значних культурно-освітніх центрів Рівненщини. Тут функціонують Костопільський будівельно-технологічний технікум Рівненського Національного університету водного господарства, філія Рівненського базового медичного коледжу, обласний ліцей-інтернат спортивного профілю.
У місті та селах району працює 38 загальноосвітніх навчальних закладів.
Культурний комплекс району налічує 49 клубів і будинків культури, 32 бібліотеки, школу мистецтв, музичну школу і 3 її філії. В місті розташований районний краєзнавчий музей з відкритою експозицією зброї часів II Світової війни.
Мережа лікувально-профілактичних закладів району складається із центральної районної та Деражненської районної лікарень, стоматполіклініки, 6 лікарських амбулаторій, з яких 4 загальної практики — сімейної медицини, 44 фельдшерсько-акушерських пунктів. У складі ЦРЛ на 275 ліжок діють 13 спеціалізованих відділень, дитяча та районна поліклініки, жіноча консультація, відділення швидкої медичної допомоги.
На території району розміщений обласний протитуберкульозний санаторій.

## Політика
25 травня 2014 року відбулися Президентські вибори України. У межах Костопільського району були створені 72 виборчі дільниці. Явка на виборах складала — 70,04 % (проголосували 35 261 із 50 347 виборців). Найбільшу кількість голосів отримав Петро Порошенко — 55,66 % (19 627 виборців); Юлія Тимошенко — 16,38 % (5 775 виборців), Олег Ляшко — 13,98 % (4 930 виборців), Анатолій Гриценко — 5,15 % (1 815 виборців). Решта кандидатів набрали меншу кількість голосів. Кількість недійсних або зіпсованих бюлетенів — 0,79 %.

## Пам'ятки
У Костопільському районі Рівненської області нараховується 50 пам'яток історії, у тому числі зразок волинського церковно-архітектурного стилю, дерев'яний храм Св. Александра Невського 1893 року у м. Костопіль.